# Sun Bin
Sun Bin (en chino simplificado, 孙膑; en chino tradicional, 孫臏; pinyin, sūn bìn), fue un estratega militar chino que vivió en el periodo de los Reinos combatientes. Fue descendiente de Sun Tzu y autor de El arte de la guerra de Sun Bin. Sun Bin habría sido discípulo del estratega Guiguzi, conocido como «El Maestro del Valle del Demonio».

## Biografía
Un compañero de estudios de Sun Bin, identificado como Pang Yuan, logró un cargo militar en el reino de Wei. Una vez allí, recordó que su ex camarada era un individuo brillante que podría opacarlo. Lo hizo invitar bajo la excusa de trabajar junto a él. Sin sospechar una traición, Sun Bin fue acusado falsamente de intentar un complot.
La condena incluyó ser marcado en el rostro y que se le rompieran las rodillas, quedando inválido para siempre. Pang Yuan fingió que no tenía nada que ver con esa estratagema y acogió a Sun Bin en su casa. Una vez allí, le sugirió que dedicara sus días a preparar un tratado con sus conocimientos del arte militar. Sin embargo, ya la luz se había apoderado de la mente de Sun Bin y decidió fingirse loco.
Pang Yuan, al ver que nada se podía lograr del orate, ordenó que lo lanzaran al corral de los cerdos. Llevaba Sun El Mutilado una vida miserable hasta que pasó por Wei un alto funcionario del reino de Qi. Al enterarse de que ese hombre brillante se encontraba allí, lo hizo sacar mediante una astucia y se lo llevó con él a la corte de Qi.
El rey de Qi ofreció a Sun Bin la comandancia en jefe, pero éste rechazó ese cargo, aceptando sólo el de asesor o estratega, lo cual le granjeó el respeto de los altos mandos de Qi y con ellos logró una amistad tachonada de éxitos militares.
Al fingirse loco, Sun Bin no hizo más que aplicar un principio taoísta, el cual considera que un objeto o un ser que carezca de todo valor no pueden ser apetecidos para aprovecharse de él. Al no valer nada a los ojos de Pang Yuan, éste ni siquiera se molestó en matarlo, sino que lo lanzó a vivir con las bestias domésticas.